# SV Trier-West-Euren
Der Sportverein Trier-West-Euren 1912 e.V. war ein im Jahr 1912 gegründeter deutscher Sportverein mit Sitz im Trierer Stadtbezirk Euren.

## Geschichte

### Fußball

#### Zeit in der Landes- und 1. Amateurliga
Der Verein spielte mindestens ab der Saison 1949/50 in der damals zweitklassigen Landesliga Rheinland. Zur Saison 1952/53 ging die Mannschaft auch in die nun drittklassige 1. Amateurliga über. Nach dieser Saison musste die Mannschaft bedingt durch 22:38 Punkte und den 15. Platz aber gleich auch in die 2. Amateurliga absteigen. Nach einer Saison Abstinenz gelang zur Saison 1954/55 aber auch gleich der direkte Wiederaufstieg. Die Klasse konnte dann bis zur 1956/57 gehalten werden, denn hiernach stieg der Verein aus der mittlerweile zweigleisigen Liga als elfter der Staffel West mit 15:29 Punkten wieder ab. Zur Saison 1958/59 gelang aber erneut der direkte Wiederaufstieg. Nach der Saison 1960/61 musste die Mannschaft dann aber endgültig den Gang in die 2. Amateurliga antreten.

#### Letzte Jahre
In der Saison 2001/02 spielte der Verein in der Kreisliga B – Kreis Trier/Saarburg und belegte dort den fünften Platz. Danach gab es lange Zeit keinen Spielbetrieb und zur Saison 2007/08 ging es zuerst mit Jugendmannschaft und dann in der Folgesaison in einer Spielgemeinschaft gemeinsam mit dem TuS Euren wieder am Spielbetrieb teil, hier wurde der Startplatz des TuS übernommen, welcher gerade erst in die Kreisliga A aufgestiegen war. Am Ende der Saison platzierte sich die SG mit 47 Punkten auf dem vierten Platz. Nach der Saison 2009/10 stieg die Mannschaft allerdings mit nur 7 Punkten und 107 Gegentoren als letzter der Tabelle wieder in die Kreisliga B ab. Dies betraf allerdings nur den TuS. Da die Spielgemeinschaft aufgelöst wurde, musste der SV dann wieder als eigenständige Mannschaft von nun an in der Kreisliga C antreten. Dort belegte die Mannschaft mit 41 Punkten den fünften Platz. Nach der Saison 2011/12 gelang dann sogar noch einmal als Meister der Aufstieg in die Kreisliga B. Diese musste die Mannschaft dann aber mit drei Punkten und lediglich einem absolvierten Spiel sofort wieder verlassen. Gelang zwar gegen den ehemaligen Partner TuS Trier Euren am 19. August 2012 noch ein 2:3-Auswärtssieg, musste das Heimspiel gegen die SG Saarburg/Saar beim Stand von 0:4 in der 65. Minute abgebrochen werden.
Ein Spieler von Trier-West sah zuerst nach einer groben Unsportlichkeit die rote Karte. Danach attackierte er einen weiteren Spieler der SG mit einem Tritt von hinten in den Unterleib. Bedingt durch den darauf folgenden Platzsturm, brach der Schiedsrichter die Partie ab. Nach Bedrohungen von Heimfans gegenüber Spielern der Gegner-Mannschaft sowie dem Schiedsrichter, kam es infolgedessen auch noch zu einem Polizeieinsatz. Der Schiedsrichter merkte später noch an, dass er in der zweiten Halbzeit des Spiels ursprünglich deeskalierend wirken wollte.
Am 3. September 2012 entschied die Kreisspruchkammer für den foulenden Spieler über eine zweijährige Spielsperre. Für den Verein folgte zudem eine Spielsperre von zwei Monaten bis zum 26. November. Der Verein trat infolgedessen aber überhaupt nicht mehr an und meldete nicht mehr für den Spielbetrieb. Am 18. Januar 2017 wurde der Verein dann aus dem Vereinsregister gelöscht.